# Buntspechte

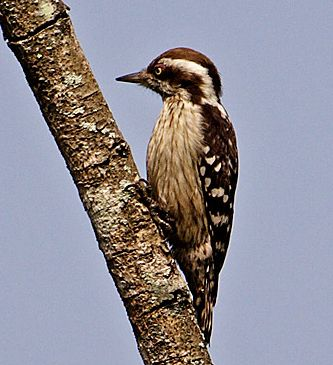
Braunscheitelspecht (Dendrocopos moluccensis nanus) Dandeli (Indien)

Die Buntspechte (Dendrocopos) bilden eine Gattung der Vögel aus der Unterfamilie Echte Spechte innerhalb der Spechte (Picidae). In Mitteleuropa sind je nach systematischer Auffassung 3 bis 5 Arten heimisch.

## Beschreibung
Buntspechte sind kleine bis mittelgroße, typische Spechte mit einem eng an das Leben an Baumstämmen angepassten Körperbau. Der Schnabel ist groß, gerade und zugespitzt; der Oberschnabel ist länger als der Unterschnabel. Die äußere (vierte) Zehe kann beim Klettern nach hinten gestellt werden, und der Schwanz ist als Stützschwanz ausgebildet. Alle Arten der Gattung sind kräftig kontrastierend schwarz und weiß gefärbt und zeigen meist rote oder gelbe Zeichnungen am Kopf und zum Teil auch auf anderen Körperregionen.

## Lebensweise
Alle Arten der Gattung sind eng an Bäume gebunden und daher überwiegend Waldbewohner. Die meisten mitteleuropäischen Arten besiedeln aber auch Parks und Gärten mit altem Baumbestand. Die Nahrung wird am Stamm, an Ästen und in den Baumkronen gesucht, wo Holz und Rinde mit dem kräftigen Schnabel aufgehackt oder abgelöst wird. Neben überwiegend Holz bewohnenden Insekten wie Käferlarven und Ameisen gehören auch verschiedene Früchte und Nüsse zum Nahrungsspektrum. Die Bruthöhle wird meist in toten Bäumen oder abgestorbenen Baumteilen angelegt, die Eier sind reinweiß.

## Systematik
Die Buntspechte wurden erstmals 1816 von Carl Ludwig Koch in seinem System der Baierischen Zoologie im Band Die Säugethiere und Vögel Bairens als Gattung beschrieben.
Der Umfang und die Benennung der Gattung ist bis heute umstritten, häufig wurde für die Gattung auch der Name Picoides benutzt; zu dieser Gattung wird von den europäischen Arten derzeit aber nur der Dreizehenspecht gestellt.
Die Gattung Dendrocopos (altgriech. δένδρον dendron ‚Baum‘ und κόπος kopos ‚Schlagen‘) besteht nach ITIS aus 12 Arten. Davon sind in Europa heimisch:
- Buntspecht (Dendrocopos major)
- Weißrückenspecht (Dendrocopos leucotos)
- Blutspecht (Dendrocopos syriacus)

Nicht in Europa heimisch sind:
- Tamariskenspecht (Dendrocopos assimilis)
- Streifenbrustspecht (Dendrocopos atratus)
- Darjeelingspecht (Dendrocopos darjellensis)
- Himalajaspecht (Dendrocopos himalayensis)
- Weißflügelspecht (Dendrocopos leucopterus)
- Isabellbrustspecht (Dendrocopos macei)
- Sprenkelbrustspecht (Dendrocopos analis) früher als östliche Unterartengruppe von Dendrocopos macei angesehen
- Okinawa-Specht (Dendrocopos noguchii)
- Rostbauchspecht (Dendrocopos hyperythrus)
- Amami-Specht (Dendrocopos owstoni) - auch als Unterart des Weißrückenspechts angesehen

In die Gattung Leiopicus werden heute gestellt:
- Mittelspecht (Dendrocopos medius, heute Leiopicus medius)
- Braunstirnspecht (Dendrocopos auriceps, heute Leiopicus auriceps)
- Gelbscheitelspecht (Dendrocopos mahrattensis, heute Leiopicus mahrattensis)

In die Gattung Dryobates werden heute gestellt:
- Kleinspecht (Dendrocopos minor, heute Dryobates minor)
- Rotbrustspecht (Dendrocopos cathpharius, heute Dryobates cathpharius)
- Braunscheitelspecht (Dendrocopos moluccensis, heute Dryobates moluccensis)
- Indienspecht (Dryobates nanus) wird manchmal als Unterart von Dryobates moluccensis angesehen (Dryobates moluccensis nanus).

In die Gattung Dendropicos wird heute gestellt:
- Arabienspecht (Dendrocopos dorae, heute Dendropicos dorae)

In die Gattung Picoides werden heute gestellt:
- Kizukispecht (Dendrocopos kizuki, heute Picoides kizuki)
- Grauscheitelspecht (Dendrocopos canicapillus, heute Picoides canicapillus)
- Temminckspecht (Dendrocopos temminckii, heute Picoides temminckii)
- Scopoli-Specht (Dendrocopos maculatus, heute Picoides maculatus)

## Bildergalerie

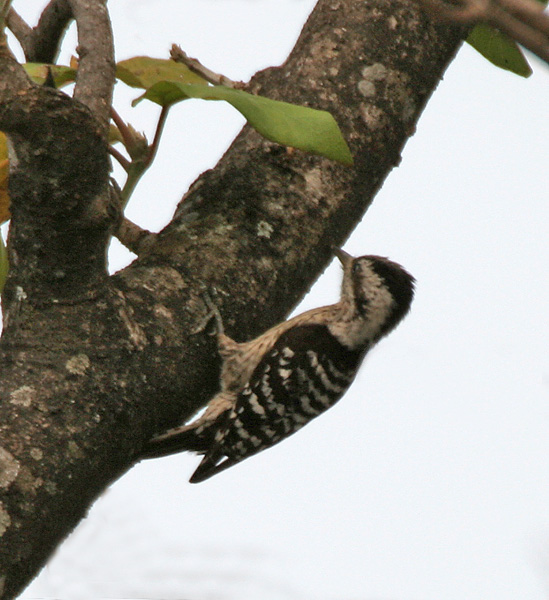
Grauscheitelspecht
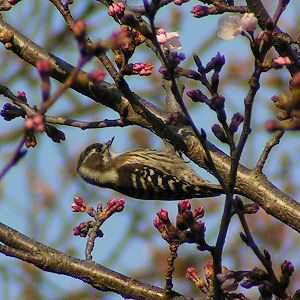
Kizukispecht
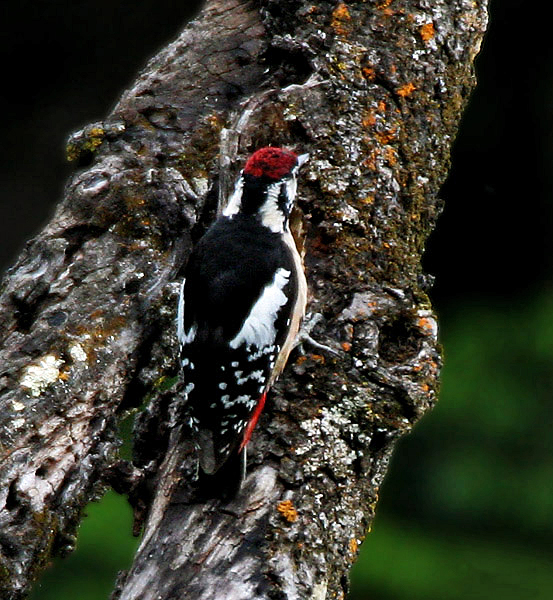
Himalajaspecht
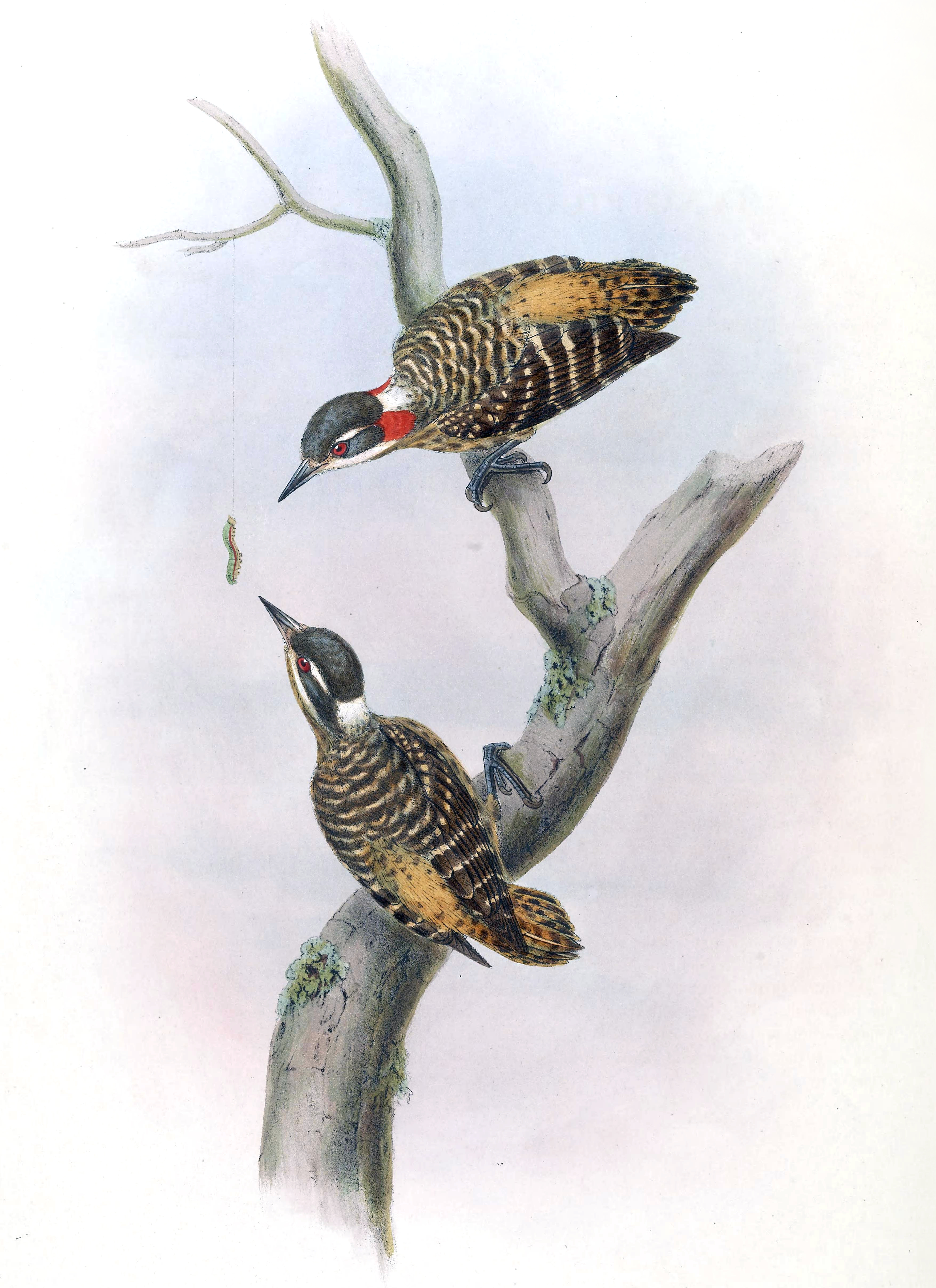
Temminckspecht
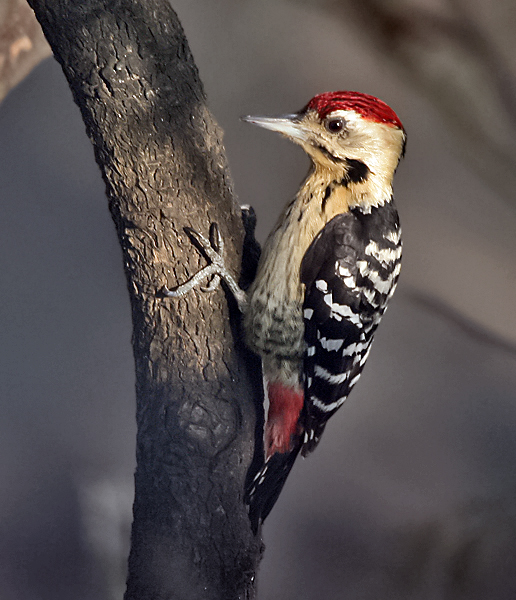
Isabellbrustspecht
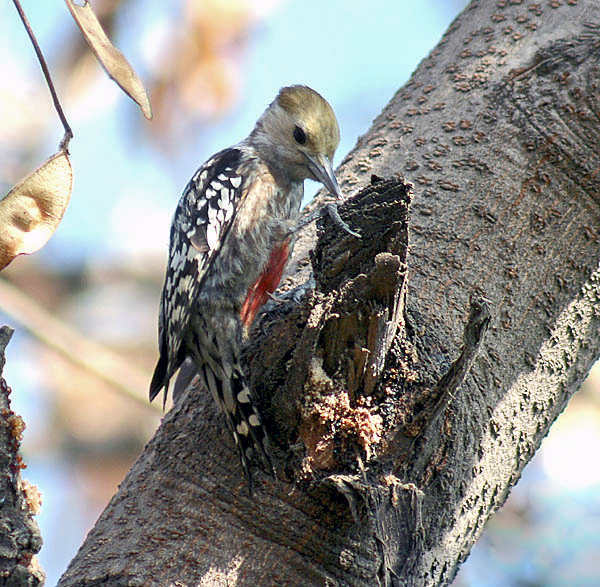
Gelbscheitelspecht
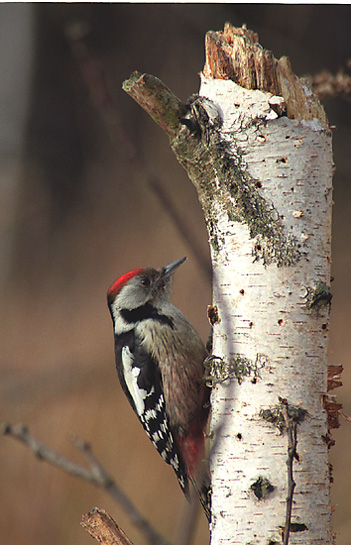
Mittelspecht
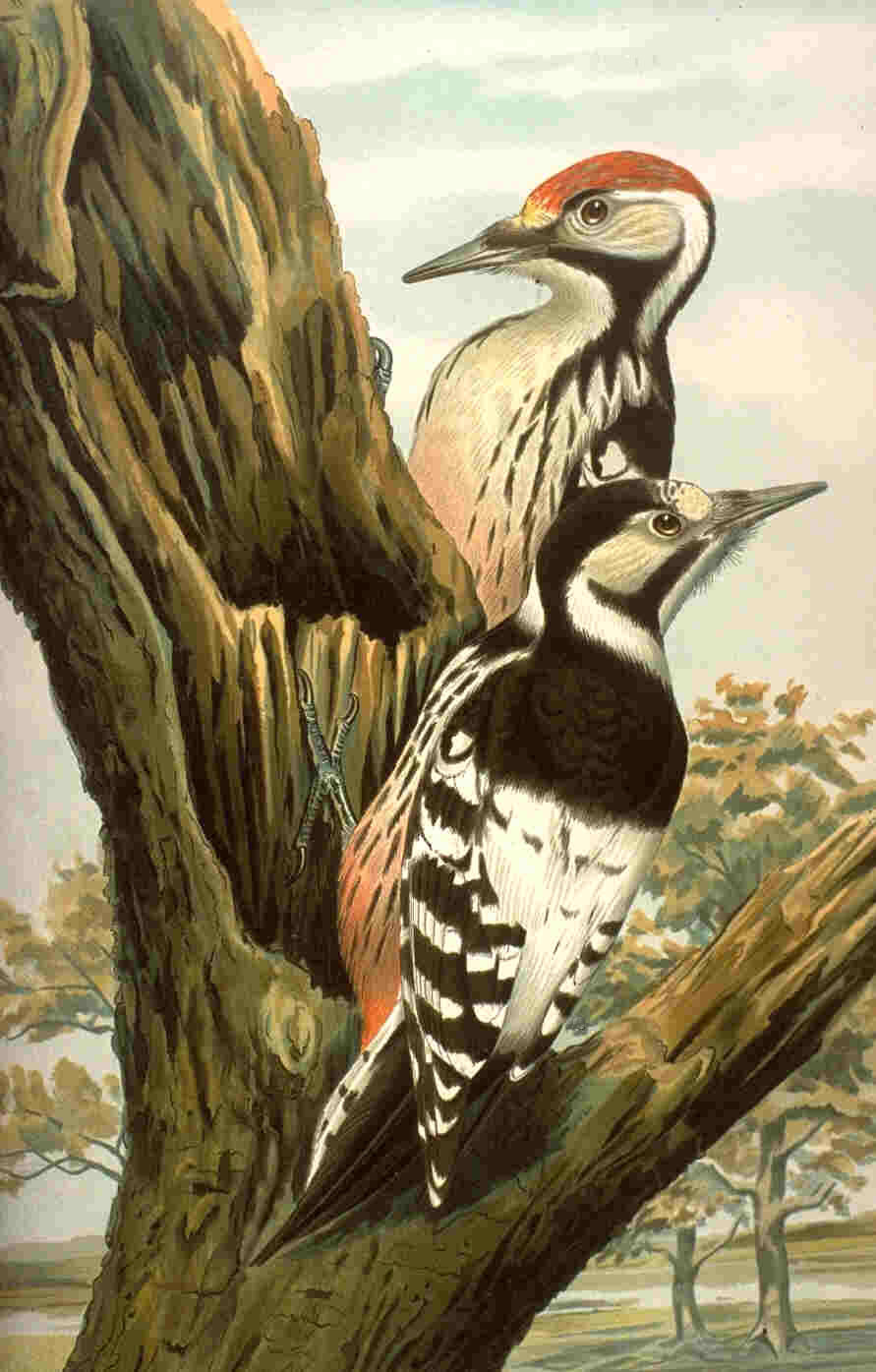
Weißrückenspecht
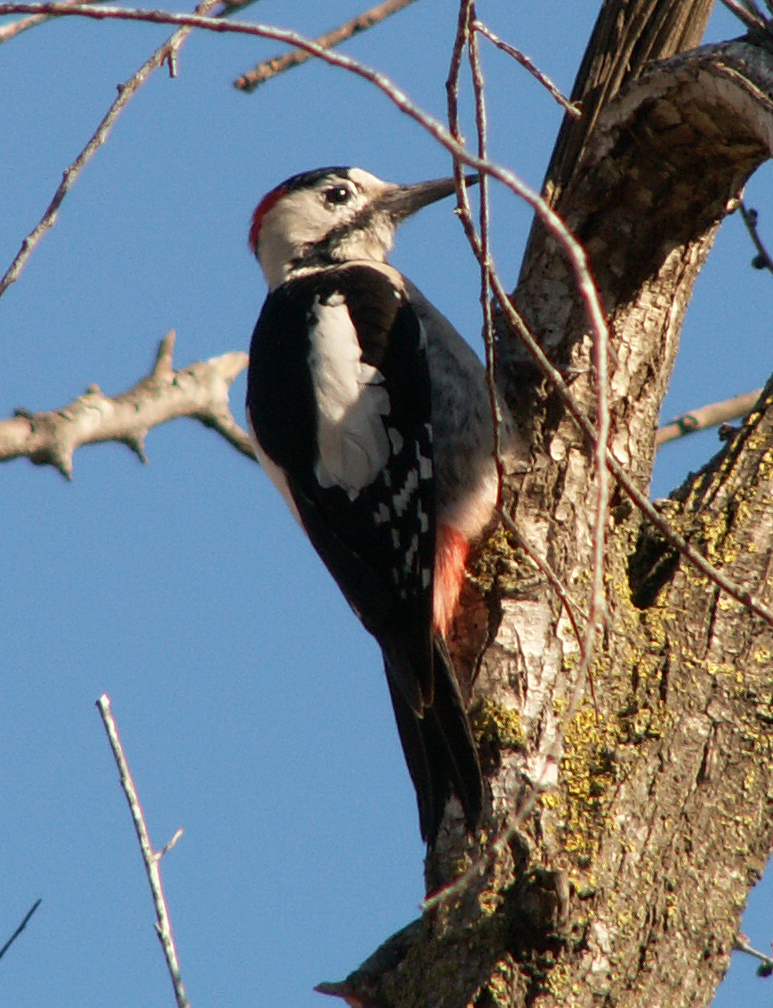
Blutspecht
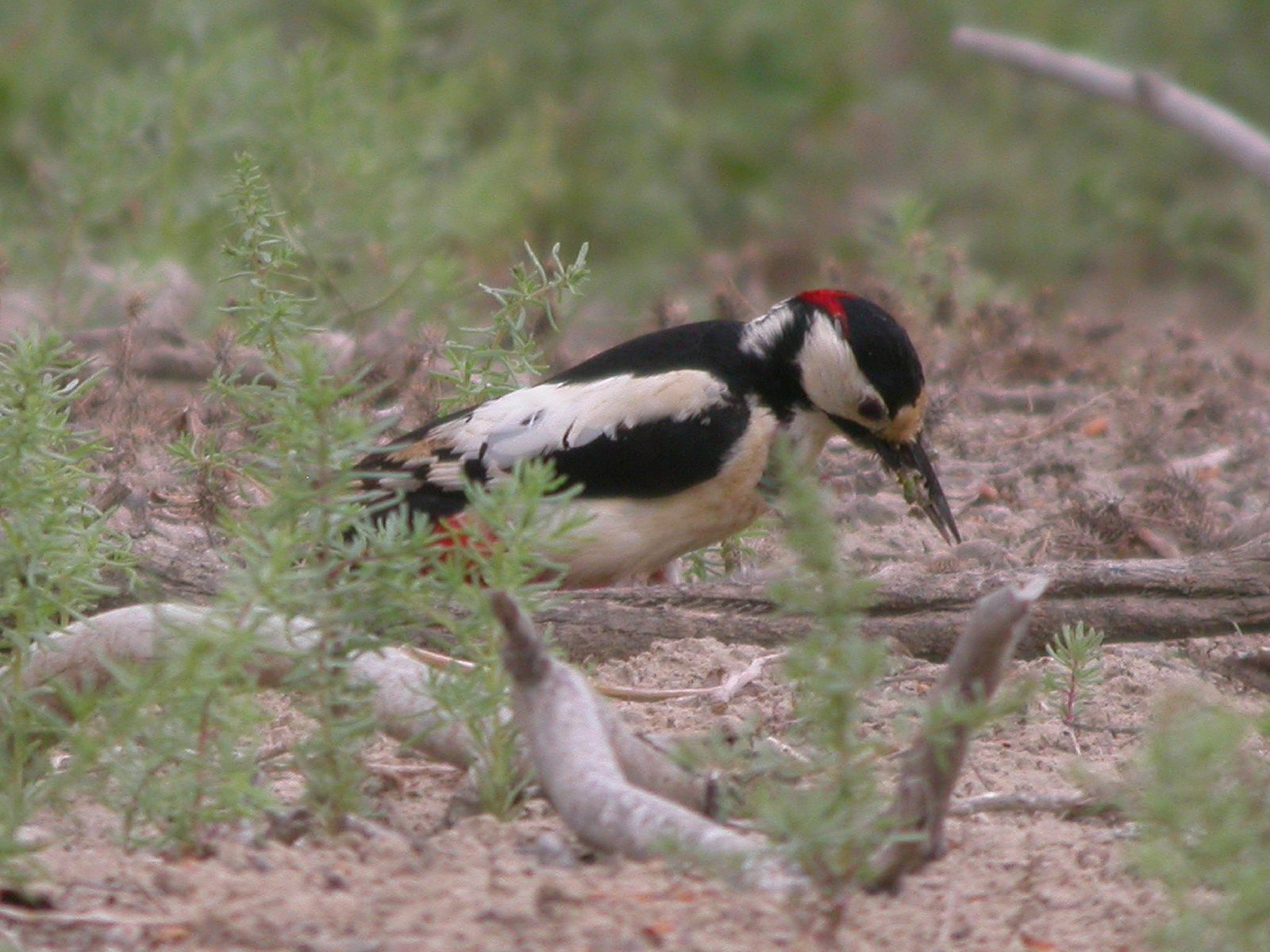
Weißflügelspecht